# Kabinett Menabrea III
Das Kabinett Menabrea III regierte das Königreich Italien vom 13. Mai 1869 bis zum 14. Dezember 1869. Es war nach den Kabinetten Menabrea I und II die dritte aufeinanderfolgende Regierung, die von Ministerpräsident Luigi Federico Menabrea angeführt wurde.
Das Kabinett Menabrea III war das zwölfte Kabinett des Königreiches. Es war 7 Monate und 1 Tag im Amt und wurde von der sogenannten „Historischen Rechten“ (italienisch Destra storica) gestützt. Die dritte Regierung unter Menabrea verspielte sich  das Vertrauen des Parlaments und wurde der Bestechlichkeit beschuldigt, nachdem ein Gesetzesentwurf vorgelegt wurde, mit dem das staatliche Monopol der Tabakherstellung einer privaten Gesellschaft anvertraut werden sollte. Zum definitiven Bruch kam es am 19. November 1869, als der von der Regierung vorgeschlagene Kandidat für das Amt des Präsidenten der Abgeordnetenkammer nicht die nötige parlamentarische Mehrheit fand und stattdessen Giovanni Lanza zum Präsidenten gewählt wurde. Nachdem der Versuch Menabreas gescheitert war, König Viktor Emanuel II. von der Auflösung des Parlaments zu überzeugen, reichte Menabrea seinen Rücktritt ein. Der König beauftragte daraufhin Lanza mit der Regierungsbildung, der allerdings erst im zweiten Anlauf das Kabinett Lanza bilden konnte.

## Minister

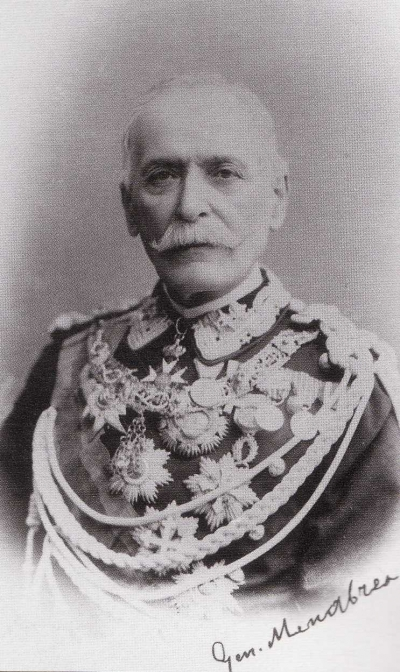
Luigi Federico Menabrea

| Ministerien                          | Name |
| ------------------------------------ | --- |
| Ministerpräsident                    | Luigi Federico Menabrea                                                                                              |
| Äußeres                              | Luigi Federico Menabrea                                                                                              |
| Inneres                              | Luigi Ferraris (bis 21. Oktober 1869) Antonio Starabba di Rudinì (ab 22. Oktober 1869)                               |
| Justiz und Kirchenangelegenheiten    | Gennaro De Filippo (bis 25. Mai 1869) Michele Pironti (ab 26. Mai 1869) Paolo Onorato Vigliani (ab 22. Oktober 1869) |
| Krieg                                | Ettore Bertolè Viale                                                                                                 |
| Marine                               | Augusto Riboty |
| Finanzen                             | Luigi Guglielmo Cambray-Digny                                                                                        |
| Öffentliche Arbeiten                 | Antonio Mordini |
| Bildung                              | Angelo Bargoni |
| Landwirtschaft, Industrie und Handel | Marco Minghetti |